# Кристіан Дзюбінський
Кристіан Дзюбінський (пол. Krystian Dziubiński; народився 28 травня 1988, Польща) — польський хокеїст, нападник. Виступає за «Краковія» (Краків) у Польській Екстралізі. 
Виступав за: «Очард-Лейк Сент-Меріз», «Аляска Аваланч», «Норт-Айова Аутлоз», «Подгале» (Новий Тарг).
У складі національної збірної Польщі провів 29 матчів (3 голи); учасник чемпіонатів світу 2009 (дивізіон I), 2010 (дивізіон I) і 2011 (дивізіон I). У складі молодіжної збірної Польщі учасник чемпіонату світу 2008 (дивізіон I). У складі юніорської збірної Польщі учасник чемпіонатів світу 2005 (дивізіон I) і 2006 (дивізіон I). 
За підсумками чемпіонату світу 2023 року в першому дивізіоні Кристіан став найкращим бомбардиром набравши 11 очок та визнаний ннайкращим нападником турніру.
Чемпіон Польщі (2010).